# Barak Sopé
Barak Tame Sopé Mautamata, né en 1951, est un homme politique et homme d'affaires vanuatais, figure du movement indépendantiste dans les années 1970 et Premier ministre de 1999 à 2001 avant sa destitution pour corruption.

## Biographie

### Enfance et études
Né à Port-Vila sous le régime du condominium franco-britannique des Nouvelles-Hébrides, il est issu du peuple autochtone de l'île d'Ifira (en). Il est scolarisé dans une école primaire francophone, puis effectue son enseignement secondaire dans des écoles anglophones. Grâce à une bourse d'étude, il poursuit son enseignement secondaire à la grammar school Essendon à Melbourne, en Australie, puis étudie la science politique et l'administration publique à l'université du Pacifique Sud à Suva, aux Fidji ; il en sort avec un diplôme de licence en 1973. C'est là qu'il rencontre sa future épouse, la poète Mildred Sopé (en) ; ils se marient en 1974,,,. Après ses études, il travaille pour l'administration coloniale britannique aux Nouvelles-Hébrides, puis devient en 1974 l'assistant de George Kalsakau, qui est le fondateur et directeur général d'une association de coopératives néo-hébridaises,.

### Carrière politique

#### Militant indépendantiste
Il participe en 1971 à la fondation du Parti national des Nouvelles-Hébrides (par la suite le Vanuaaku Pati), parti anglophone de gauche militant pour l'indépendance du pays ; il en est le secrétaire général de 1974 à 1988. Il considère les coopératives auxquelles il travaille comme étant le fondement pratique du socialisme que promeut le parti,,. Dans le même temps, avec le révérend John Bani, à partir de 1974 il noue des liens avec le gouvernement tanzanien de Julius Nyerere, le parti voyant le socialisme africain de ce dernier comme un inspiration pour un « socialisme mélanésien » néo-hébridais. L'un des « membres les plus durs du parti », Barak Sopé prône la non-coopération avec les autorités coloniales, refusant les discussions et les compromis. Perçu comme le principal stratège du mouvement indépendantiste, c'est lui qui annonce que le parti boycottera les élections législatives de 1977 -par lesquelles les autorités coloniales enclenchent pourtant un processus d'autonomie politique devant mener à l'indépendance- à moins que seuls les autochtones aient le droit de vote, que le parti remportant les élections puisse gouverner seul et ne soit pas contraint à former un gouvernement d'union nationale, et qu'un référendum pour l'indépendance se tienne avant la fin 1977. Ces conditions n'ayant pas été acceptées par les autorités, le Vanua'aku Pati ne prend pas part au vote, et proclame son propre « gouvernement populaire par intérim », procédant à des cérémonies de levée de son drapeau sur les différentes îles de la colonie « avec plus ou moins de succès selon le degré de soutien dont il bénéficie à différents endroits ». La France et le Royaume-Uni ont enclenché un processus de transition vers l'indépendance, mais Barak Sopé fait en sorte que le Vanua'aku refuse d'y participer ; il explique qu'il veut pour le pays « une indépendance gagnée et non pas concédée », fruit donc d'une lutte.
Pour autant, le parti prend part aux élections législatives de 1979, qui doivent produire le gouvernement qui mènera le pays à l'indépendance. Barak Sopé n'est pas candidat mais, les élections ayant été remportées par le Vanua'aku Pati et Walter Lini étant devenu Premier ministre, Sopé devient son directeur de cabinet. 

#### Après l'indépendance: années 1980
Les Nouvelles-Hébrides accèdent à l'indépendance en juillet 1980 et deviennent la république de Vanuatu. Walter Lini nomme Barak Sopé « ambassadeur itinérant » auprès du monde. En 1982 il visite ainsi Séoul, Tokyo, Pékin et Paris pour y développer les relations du Vanuatu avec ces pays et pour solliciter une aide au développement ; il rencontre notamment le président français François Mitterrand pour réparer les relations entre le Vanuatu et la France. Il se lance par ailleurs dans les affaires, dans des entreprises de tourisme et de débardage, et devient riche,. En 1981 il devient membre du comité de direction de l'entité publique Corporation des Terres urbaines de Port-Vila, et est accusé au cours des années suivantes d'avoir, à ce poste, détourné environ 750 000 000 de vatu à son propre profit.
Dans le même temps, Georges Cronsteadt et Guy Prévot, respectivement député de Luganville pour l'Union des Partis modérés et député de Port-Vila pour le Parti fédéral des Nouvelles-Hébrides, qui ont la nationalité française, sont déchus et expulsés du pays par le gouvernement Lini en août 1980 après la répression du mouvement sécessionniste sur l'île d'Espiritu Santo, que la France est accusée d'avoir soutenu. Sela Molisa et Barak Sopé, candidats pour le Vanua'aku Pati, remportent respectivement ces sièges lors des élections partielles le 31 août et le 26 août 1982. Barak Sopé fait ainsi son entrée au Parlement de Vanuatu,.
Après les élections de 1983, il est fait ministre des Travaux publics. Durant la législature 1983-1987, Walter Lini et lui sont toutefois en désaccord sur la politique étrangère, Barak Sopé visitant la Libye de Mouammar Kadhafi et voulant développer les relations du Vanuatu avec ce pays malgré les réticences de Walter Lini. En février 1987, Lini subit un accident vasculaire-cérébral. Barak Sopé, toujours secrétaire-général du Vanua'aku Pati, argue alors publiquement que Lini n'est plus en état d'exercer ses fonctions, et le défie pour la direction du parti, et par extension pour le poste de Premier ministre. Walter Lini répond en le limogeant du gouvernement. Après les élections de novembre 1987, il brigue à nouveau le poste de Premier ministre, mais Walter Lini est réélu Premier ministre par les députés. En janvier 1988, Walter Lini accepte de le réintégrer au gouvernement, le faisant ministre du Tourisme, de l'Immigration et des Transports, domaines qui s'accordent avec les activités d'homme d'affaires de Barak Sopé. 
Le 10 mai 1988, le ministre des Terres, William Mahit, abolit la Corporation des Terres urbaines de Port-Vila, en partie à cause des soupçons de corruption qui pèsent sur Barak Sopé en tant que membre de son comité de direction. Le 16 mai, Barak Sopé répond en lançant une manifestation d'environ 3 000 militants qui défilent à Port-Vila en accusant Walter Lini de communisme et de fascisme. Après la manifestation, un résidu de quelque 150 émeutiers, ivres, pénètrent de force dans des locaux du gouvernement, réclament un coup d'État à l'instar du coup d'État qui a eu lieu deux jours plus tôt aux Fidji, et mettent à sac et pillent les commerces de la rue Higginson de Port-Vila, faisant un mort et de très importants dégâts matériels. Walter Lini répond en faisant expulser Sopé du Vanua'aku Pati ; le parti perd ainsi « son secrétaire-général et principal idéologue »,. Barak Sopé et ses partisans répondent en fondant le Parti progressiste mélanésien (PPM).
Le 24 juillet 1988, Barak Sopé et les quatre autres députés du PPM (William Edgell, Charles Godden, Anatole Lingtamat et Jimmy Simon) sont exclus du Parlement par le président du Parlement, Onneyn Tahi, à la demande du gouvernement Lini, invoquant une loi de 1983 qui rend vacants les sièges de députés qui changent de parti politique en cours de législature. Barak Sopé ainsi que Maxime Carlot (chef de l'Union des partis modérés) qualifient alors Walter Lini de « dictateur », et dix-huit des vingt députés de l'UPM boycottent le Parlement. Le 27 juillet, ayant été absents du Parlement trois jours consécutifs, ces dix-huit députés sont expulsés à leur tour par Onneyn Tahi, qui considère qu'ils ont démissionné de leur mandat. En septembre, la Cour suprême confirme la légalité de la destitution de ces vingt-trois députés, ouvrant la voie à la tenue d'élections partielles. 
Les élections partielles de 1988 sont boycottées par l'UPM et par le Parti progressiste mélanésien, et très largement remportées par le Vanua'aku Pati. Le taux de participation à ces élections ayant été de seulement 40 %, Barak Sopé demande au président de la république, Ati George Sokomanu, qui dispose uniquement de pouvoirs de réserve, de limoger Walter Lini ; il argue que la faible participation aux élections partielles montre que la gouvernement Lini a perdu le soutien de la population. Le 17 décembre, le président Sokomanu limoge Walter Lini, dissout le Parlement de Vanuatu, nomme Barak Sopé Premier ministre par intérim et convoque de nouvelles élections législatives pour février. La police réagit en arrêtant Sokomanu, Sopé et les ministres que ce dernier a nommés, et la Cour suprême déclare anticonstitutionnels la dissolution du Parlement et le limogeage du Premier ministre Lini. Le 7 mars 1989, Barak Sopé est condamné par la justice à cinq ans de prison pour conspiration séditieuse et pour incitation à la mutinerie contre le gouvernement. Maxime Carlot est condamné à cette même peine pour les mêmes motifs, le président de la république déchu Ati George Sokomanu à six ans de prison, et Willie Jimmy à deux ans de prison.

#### Années 1990 et 2000

##### Ministre
Après avoir purgé sa peine de prison, Barak Sopé organise une pétition et recueille quelque 10 000 signatures pour que Jimmy Stevens, qui avait mené en 1980 le mouvement sécessionniste d'Espiritu Santo et qui est gravement malade, soit gracié et libéré de prison. Le président de la république, Fred Timakata, le gracie en 1991, pour raisons médicales et au nom de la réconciliation du pays,.
Sopé mène ensuite le PPM aux élections législatives de 1991, mais ne remporte que quatre sièges. Il tente néanmoins de forger une coalition avec l'Union des partis modérés (UPM), qui refuse cette alliance car Sopé exige d'être Premier ministre. 
Après les élections législatives de 1995, Barak Sopé devient ministre des Finances dans le gouvernement de coalition mené par Maxime Carlot. En juillet 1996, l'ombudswoman Marie-Noëlle Ferrieux-Patterson rend public un rapport financier suggérant que les deux hommes ont monté une arnaque d'une valeur de 100 000 000 US$ en émettant frauduleusement, avec la Banque de réserve, des lettres de garantie. Elle demande sans succès que Sopé au moins soit limogé,. Début octobre, le nouveau Premier ministre Serge Vohor fait de Barak Sopé son vice-Premier ministre. Le 12 octobre, alors que le Premier ministre Vohor est à l'étranger, Barak Sopé est brièvement enlevé, avec le président de la république Jean-Marie Léyé, par des membres de la Force mobile de Vanuatu, le service paramilitaire de défense nationale, qui protestent ainsi contre des allocations impayées. Quelques jours plus tard, Serge Vohor limoge Sopé afin de remanier son gouvernement avec une coalition plus large. En mai 1997, Vohor remanie à nouveau son gouvernement et y réintègre Sopé comme vice-Premier ministre et ministre du Commerce extérieur. La même année, le ministère australien des Affaires étrangères produit un rapport qualifiant Barak Sopé d'homme corrompu qui ne se soucie pas de l'État de droit.

##### Premier ministre puis ministre des Affaires étrangères
Le gouvernement Vohor-Sopé perd les élections de 1998. Le nouveau gouvernement, mené par Donald Kalpokas du Vanua'aku Pati, assainit l'économie du Vanuatu en maîtrisant les dépenses publiques et en introduisant des mesures pour combattre la corruption. Le 24 novembre 1999, Barak Sopé persuade les deux députés du mouvement John Frum de quitter le gouvernement Kalpokas, en échange de la promesse d'un ministère, et introduit alors avec succès une motion de censure qui fait chuter le gouvernement. Il devient Premier ministre, formant un gouvernement de coalition avec le Parti national unifié,. En 2000, il accorde illégalement la citoyenneté vanuataise à un homme d'affaires thaïlandais, Amarendra Nath Ghosh, qui a fui l'Inde pour échapper à des poursuites pénales pour fraude et qui a déposé 20 000 US$ dans le compte bancaire de son épouse Mildred Sopé.
En janvier 2001 le Premier ministre Sopé fait expulser du Vanuatu le journaliste Marc Neil-Jones, propriétaire du journal The Trading Post, pour avoir révélé un acte de fraude de sa part. Le journaliste est arrêté à son domicile à 6 heures du matin, emmené à l'aéroport, sans être autorisé à emporter de bagage, d'argent, de carte de crédit ni l'insuline dont il a besoin en raison de son diabète, et expulsé vers l'Australie (bien qu'il ne soit pas citoyen de ce pays). Vincent Lunabek, président par intérim de la Cour suprême (en), casse son arrêté d'expulsion et Marc Neil-Jones revient au Vanuatu,,. L'accusation de fraude à l'encontre de Sopé amène le Parlement à le destituer par une motion de censure en avril 2011. 
En 2002, il est condamné à trois ans de prison pour fraude, pour avoir fait falsifier des documents officiels, ayant produit de fausses lettres de garantie d'une valeur de 46 000 000 AU$. Le président de la république, John Bani, son ancien compagnon du mouvement indépendantiste dans les années 1970, use de son pouvoir de grâce pour le faire relâcher après seulement trois mois, invoquant ses problèmes de diabète,. Sopé promet alors publiquement que s'il retrouve le pouvoir, il se vengera de ceux qui l'ont envoyé en prison.
Il est fait ministre des Affaires étrangères du gouvernement de Serge Vohor le 28 juillet 2004. Il cherche alors à expulser les conseillers du gouvernement qui sont de nationalité étrangère, ce qui amène Transparency International à l'accuser de chercher à affaiblir le pouvoir judiciaire alors qu'il est à nouveau inquiété par la justice. En novembre 2004, Vohor le démet de ses fonctions pour avoir critiqué son souhait d'établir des relations diplomatiques entre le Vanuatu et Taïwan. Il rejoint alors l'opposition parlementaire et aide celle-ci à renverser le gouvernement Vohor par une motion de censure. Ham Lini devient Premier ministre et Sopé retrouve une place au gouvernement en tant que ministre de l'Agriculture, des Forêts et des Pêcheries. Il est limogé le 28 février 2005 et perd son siège de député aux élections de 2008, ce qui met fin à sa carrière politique.

### Suites
En 2014 il se présente sans succès à l'élection présidentielle par le collège électoral composé des membres du Parlement et des présidents des conseils provinciaux. Les électeurs lui préfèrent Baldwin Lonsdale. Il se présente ensuite sans succès aux élections législatives de 2016.
En 2016 il organise une pétition pour que soient graciés quatorze ministres et députés -dont Serge Vohor- condamnés à des peines de prison ferme pour corruption.
S'étant exprimé en faveur de l'indépendance du Timor oriental lorsqu'il était Premier mininistre, en 2017 il est récompensé de l'ordre du Timor-Leste, avec son épouse Mildred Sopé et avec Hilda Lini
,.